# Église Saint-Nicolas de Ramaća
Pour les articles homonymes, voir Église Saint-Nicolas.
L'église Saint-Nicolas (en serbe cyrillique : Црква Светог Николе у Рамаћи ; en serbe latin : Crkva Svetog Nikole u Ramaći) est une église orthodoxe serbe située à Ramaća, dans le district de Šumadija et sur le territoire de la Ville de Kragujevac en Serbie. Elle est inscrite sur la liste des monuments culturels de grande importance de la république de Serbie (identifiant no SK 248).

## Présentation

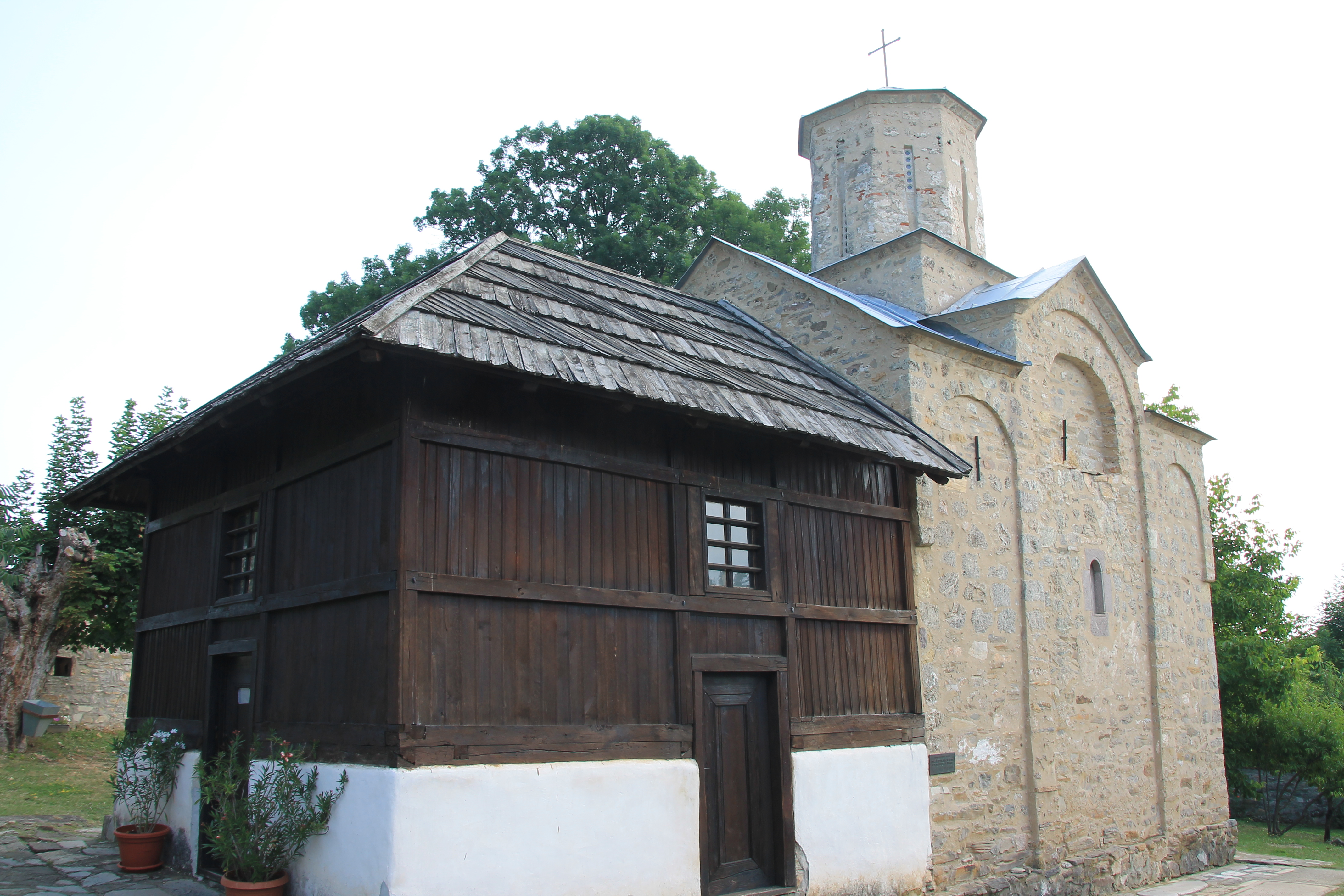
Autre vue de l'église.

L'église, dédiée à saint Nicolas, se trouve sur les pentes du mont Rudnik, à 25 km à l'ouest de Kragujevac.
Une charte de la princesse Milica, la femme de Lazar Hrebeljanović, datée de 1395, en fait don au monastère Saint-Pantaléon du mont Athos, ce qui signifie que l'église était déjà construite et peinte avant cette date,.
De dimensions modestes, elle est constituée d'une nef unique surmontée d'une coupole soutenue par des piliers ; le tambour de la coupole est octogonal à l'intérieur et circulaire à l'extérieur. L'édifice diffère des édifices religieux de l'école moravienne qui fleurissait à cette époque en ce qu'il ne manifeste aucun jeu plastique sur la couleur des pierres mais est enduit de plâtre. Un narthex en bois a été construit au XIXe siècle.
L'intérieur abrite un important ensemble de fresques remontant à 1392 ou au début de 1393[réf. nécessaire]. La coupole est consacrée à la liturgie céleste et aux prophètes ; dans la partie de l'autel se trouvent des représentations de la Mère de Dieu avec les Anges, de la Communion des Apôtres, de la Procession des Anges et de la Procession des Saints Archanges pour le sacrifice du Christ. Les murs de la nef illustrent les cycles des Grandes fêtes liturgiques et de la Passion du Christ ainsi qu'un cycle consacré à la Vie de saint Nicolas, un autre à la Vie de la Mère de Dieu et une scène représentant la Lapidation de saint Étienne. Sur le mur méridional figure une représentation d'un prêtre avec son fils et son frère, offrant à saint Nicolas un modèle réduit de l'église qu'il a fondée.

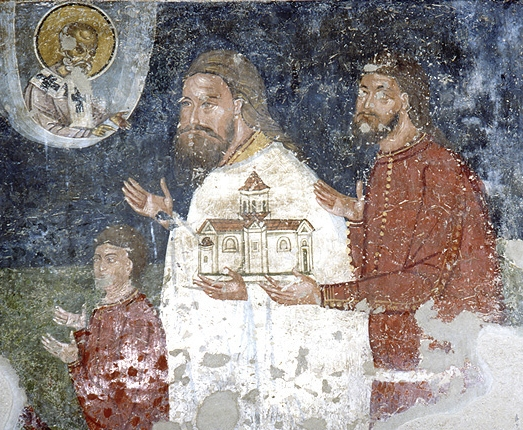
Fresque des fondateurs de l'église.

Des travaux d'exploration et de restauration ont été effectués sur les fresques de 1956 à 1958.